# Photochemical & Photobiological Sciences
Photochemical & Photobiological Sciences è una rivista accademica soggetta a revisione paritaria che pubblica articoli e rassegne su tutte le aree della fotochimica e fotobiologia. È il giornale ufficiale della European Photochemistry Association (EPA), della European Society for Photobiology (ESP), della Asia and Oceania Society for Photobiology (AOSP) e della Korean Society of Photoscience (KSP).
Secondo il Journal Citation Reports la rivista nel 2019 ha ricevuto un impact factor pari a 2,831.